# Idles (Stadt)

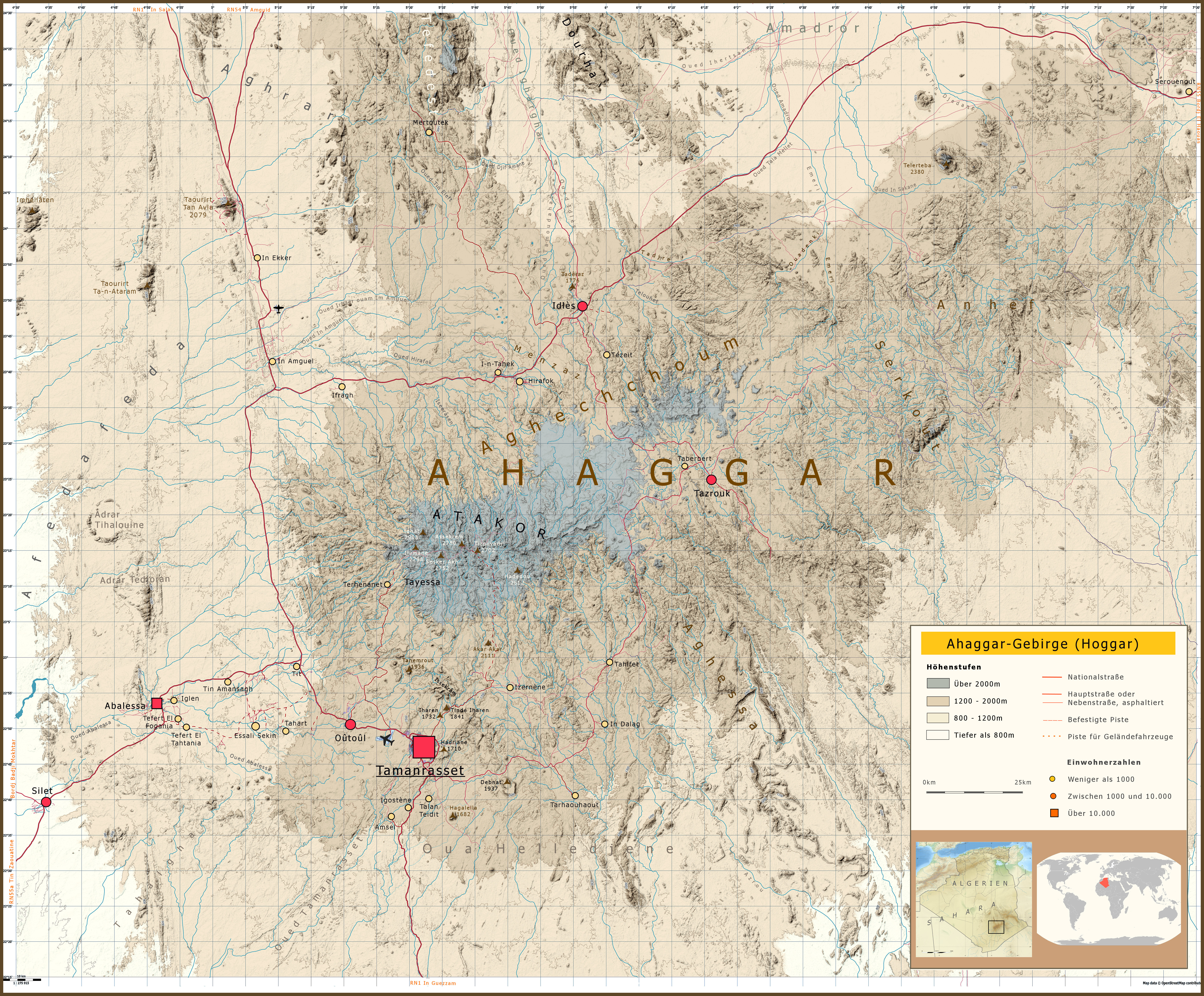
Karte des Ahaggar-Gebirges, Idlès befindet sich am Nordrand des Ahaggar

Idles (arabisch إدلس; weitere Schreibweisen: Idlès oder Idèles) ist eine Kleinstadt und Gemeinde in der südalgerischen Provinz Tamanrasset.

## Lage
Idles ist eine Kleinstadt und gleichnamige Gemeinde im Distrikt Tazrouk in der Provinz Tamanrasset. Die Stadt liegt am Nordrand des Hoggar-Gebirges im Quellbereich des Oued Igharghar (hier Oued Idles genannt) und etwa 120 Kilometer nordöstlich der Provinzhauptstadt Tamanrasset.
Die Stadt ist von zahlreichen bis zu 200 m hohen Vulkankegeln und ausgedehnten Lavaströmen des jungen Manzaz Vulkangebietes umgeben.
Das 54.125 km² große Gemeindegebiet erstreckt sich vom Rand des Hoggar-Gebirges im Süden bis zum Tassili n'Ajjer-Gebirge im Norden und ist dort Teil des Nationalparks Parc culturel du Tassili. Es umfasst die Teffedest-Berge im Westen, das kleine Aheggar-Gebirge, das Oued Igharghar und im Osten die weiten Ebenen des Oued Amadror.

## Verwaltungsgliederung
Die Gemeinde gliedert sich in folgende Ortschaften, in der ein Großteil der Bevölkerung lebt:
- Idlès
- Mertoutek
- Hirafok
- Tizaït (Têżeit)
- Tassili Alaksad Partie Nord
- Amguid

Weitere Ortschaften sind Aguelmame, Aine el Kroum, I-n-Tahek, Isten, Serenout, Tamoudahat, Tifokraouine und Tmanahe.
Die Einwohnerzahl ist mit 4945 (Stand 2008) sehr gering.

## Infrastruktur
Die Stadt Idles verfügt über Schulen, Moscheen, eine Apotheke und eine Tankstelle. Die Stromversorgung der Region um Idles erfolgt über ein modernes Gaskraftwerk (Centrale d'Idless) mit einer Leistung von 2,44 MW, welches von SKTM, einer Tochtergesellschaft von SONELGAZ (Société Algérienne de l'Electricité et du Gaz) betrieben wird.

## Verkehr
Idles liegt an der Nationalstraße RN 55, welche im Westen bei In Amguel von der Nationalstraße RN 1 abzweigt und durchgehend asphaltiert 95 km über I-n-Tahek und Hirafok nach Idles führt. Von hier verläuft die RN 55 über Serenout ins 330 km nordöstlich gelegene Bordj El Haouas, wo sie in die Nationalstraße RN 3 einmündet, welche die beiden Provinzhauptstädte Illizi und Djanet verbindet. Die bisher nur für Allradfahrzeuge zu befahrende Piste nach Bordj El Haouas wird derzeit durchgehend zur Asphaltstraße ausgebaut.
Von Idles Richtung Südosten verläuft eine Asphaltstraße in die 71 km entfernte Stadt Tazrouk.